# Gorey
Gorey (iriska: Guaire) är en handelsstad i Wexford i Republiken Irland. Staden ligger vid huvudvägen N11 mellan Dublin och Wexford och har även en tågförbindelse på linjen mellan samma städer.
Från Gorey tar det cirka en timme att köra med bil, något som har gjort att flera väljer att pendla in till landets huvudstad för att söka studier och arbeta. Detta har fått att fler har valt att söka sig till Gorey och folkmängden ökar stadigt. Staden har gått förbi Wexford i antal invånare och är därmed den största i sitt grevskap.
Motorvägen N11 går rakt igenom stadens centrum och det är därför många trafikproblem. Nästa stora steg i arbetet med vägen är att flytta om vägen så att den går utanför byn samt att bygga ut den till fyrfilsväg.
Cirka fem kilometer från Gorey ligger kuststaden Courtown Harbour som är ett populärt resemål för stadens invånare.